# Sophie Kinsella
Madeleine Sophie Townley (Londres, em 12 de dezembro de 1969), conhecida pelo pseudônimo Sophie Kinsella, é uma escritora britânica. Os livros dela venderam mais de 40 milhões de cópias em mais de 60 países e foram traduzidos para mais de 40 idiomas.
Em 2024, seu romance What Does it Feels Like? foi selecionado como um dos 100 livros notávreis do ano na lista anual do jornal The New York Times e um dos 5 melhores romances do ano pelo jornal The Guardian. Também foi listada como uma das autoras do ano pelo British Book Awards.

## Biografia
Ela é irmã da também autora Gemma Townley (Quando em Roma; Manual Para Românticas Incorrigíveis; 1 Milhão de Motivos Para Casar e etc) e de Abigail Townley, que é advogada.
Cursou um ano de Música antes de trocar de curso e se graduar em Politics, Philosophy and Economics (PPE) pela New College, Oxford.
Trabalhando como jornalista financeira, em 1995, aos 24 anos, sob o nome Madeleine Wickham lançou seu primeiro romance The Tennis Party. Como Madeleine Wickham publicou sete livros, dos quais apenas três foram traduzidos para o português.
Em 2000, enviou anonimamente para a própria editora, sob o pseudônimo Sophie Kinsella, o primeiro volume da Série Becky Bloom, Os Delírios de Consumo de Becky Bloom (título original em inglês: The Secret Dreamworld of a Shopaholic wiki-inglês. Posteriormente intitulado Confessions of a Shopaholic). Este livro logo se tornou um sucesso editorial!
Só em 2003, com o lançamento de O Segredo de Emma Corrigan (título original em inglês: Can You Keep a Secret? wiki-inglês), ela revelou sua verdadeira identidade. O pseudônimo Sophie Kinsella foi criado a partir do nome do meio dela, Madeleine Sophie Townley, e o nome de solteira da mãe dela, Patricia B. Kinsella.
Em setembro de 2015, a autora esteve no Brasil na XVII Bienal do Livro do Rio de Janeiro e também em uma sessão de autógrafos em São Paulo.
Ela mora no Reino Unido com o marido e cinco filhos.

## Obras

### Como Sophie Kinsella

#### Série Shopaholic
1. Brasil: Os Delírios de Consumo de Becky Bloom / Portugal: Louca por compras (2005) (EN: The Secret Dreamworld of a Shopaholic ou Confessions of a Shopaholic) (2000)
2. Becky Bloom - Delírios de Consumo na 5ª Avenida (2002) (EN: Shopaholic Abroad ou Shopaholic Takes Manhattan) (2001)
3. As Listas de Casamento de Becky Bloom (2004) (EN: Shopaholic Ties The Knot) (2001)
4. A Irmã de Becky Bloom (2006) (EN: Shopaholic & Sister) (2004)
5. Brasil: O Chá-de-Bebê de Becky Bloom / Portugal: Louca por compras espera um bebé (2008) (EN: Shopaholic & Baby) (2007)
6. Mini Becky Bloom: Tal Mãe, Tal Filha (2011) (EN: Mini Shopaholic) (2010)
7. Becky Bloom em Hollywood (2015) (EN: Shopaholic to the Stars) (2014)
8. Becky Bloom ao resgate (2016) (EN: Shopaholic to the Rescue) (2015)
9. Os delírios de Natal de Becky Bloom (2019) (EN: Christmas Shopaholic)

#### Romances
- Brasil: O Segredo de Emma Corrigan / Portugal: És capaz de guardar um segredo (2005) (EN: Can You Keep a Secret?) (2003)
- Brasil: Samantha Sweet, Executiva do Lar / Portugal: A fada do lar (2007) (EN: The Undomestic Goddess) (2005)
- Brasil: Lembra de mim? / Portugal: Diz-me quem sou (2009) (EN: Remember Me?) (2008)
- Brasil: Menina de Vinte / Portugal: Uma rapariga dos ano vinte (2010) (EN: Twenties Girl) (2010)
- Brasil: Fiquei com o seu número / Portugal: Tenho o teu número (2012) (EN: I've Got Your Number) (2012)
- Lua de mel (2013) (EN: Wedding Night) (2013)
- Minha vida (não tão) perfeita (2017) (EN: My not so perfect life) (2017)
- Mas Tem Que Ser Mesmo Para Sempre? (2018) (EN: Surprise Me) (2018)
- I Owe You One (2019)
- Love Your Life (2020)
- The Party Crasher (2021)

#### Outros
- Girls Night In (2004)
- Onde Estás Audrey (2015) (EN: Finding Audrey) (2015)

### Como Madeleine Wickham
- The Tennis Party (1995)
- A Desirable Residence (1996)
- Swimming Pool Sunday (1997)
- The Gatecrasher (1998)
- Louca para Casar (2013) (EN: The Wedding Girl) (1999)
- Drinques Para Três (2014) (EN: Cocktails for Three) (2000)
- Quem vai dormir com quem? (2012) (EN: Sleeping Arrangements) (2001)

## Adaptações
O filme de 2009, Confessions of a Shopaholic, foi adaptado da série de livros Shopaholic.